# Chotto Dake Ai ga Omoi Dark Elf ga Isekai Kara Oikakete Kita
Chotto Dake Ai ga Omoi Dark Elf ga Isekai Kara Oikakete Kita (ちょっとだけ愛が重いダークエルフが異世界から追いかけてきた Chotto Dake Ai ga Omoi Dāku Erufu ga Isekai Kara Oikakete Kita?) es una serie de manga japonesa escrita e ilustrada por Nakanosora, basada en el dōjin adulto del mismo título. Se ha publicado en línea a través del sitio web Web Comic Gamma Plus de Takeshobo desde septiembre de 2021 y se ha recopilado en cuatro volúmenes tankōbon. Una adaptación televisiva de la serie de anime producida por Elias se emitió en abril a junio de 2025.

## Sipnosis
Hinata Sunohara pensó que derrotar al malvado señor supremo y regresar a la escuela secundaria en Japón marcaba el final de sus aventuras en otro mundo. Pero cuando Mariabelle, su primera y más ferviente aliada del reino mágico que lo invocó, lo sigue a su mundo en su casa, su vida diaria da un giro fantástico e inesperado. Apenas un mes después de su regreso, Mariabelle, una elfa oscura con un amor apasionado y ligeramente obsesivo, declara que están destinados a estar juntos para siempre. Ahora, Hinata debe recorrer los pasillos de la escuela secundaria mientras vive con una novia mágicamente celosa que lleva el "enamoramiento escolar" a un nivel completamente nuevo. ¡Únase a ellos mientras enfrentan los giros inesperados de la vida en esta emocionante aventura de comedia romántica!

## Personajes
Mariabelle (マリアベル Mariaberu?)
Seiyū: Minami Takahashi
Hinata Sunohara (春原日向 Sunohara Hinata?)
 Seiyū: Rie Kawamura
Sakura Mochida (持田咲良 Mochida Sakura?)
 Seiyū: Kyōka Maruyama
Cecile (セシル Seshiru?)
 Seiyū: Hinako Takahashi
Mei (メイ?)
 Seiyū: Ayumi Mano

## Contenido de la obra

### Manga
Chotto Dake Ai ga Omoi Dark Elf ga Isekai Kara Oikakete Kita está escrita e ilustrada por Nakanosora y comenzó a publicarse en el sitio web de manga web Comic Gamma Plus de Takeshobo el 17 de septiembre de 2021. Sus capítulos se recopilaron en cuatro volúmenes tankōbon a partir de marzo de 2025.
La serie está licenciada en inglés por Seven Seas Entertainment, que la publica bajo su sello Ghost Ship.

### Anime
Se anunció el 6 de septiembre de 2024 una adaptación de la serie de televisión de anime producida bajo el nuevo sello de anime Deregula de WWWave Corporation. La serie está animada por Elias y dirigida por Toshikatsu Tokoro, con Yuki Takabayashi a cargo de la composición de la serie, Kazuhiko Tamura diseñando los personajes y Chihiro Endō componiendo la música. La serie se emitió del 7 de abril al 23 de junio de 2025 en Tokyo MX y BS11. Sentai Filmworks obtuvo la licencia de la serie en América del Norte, Australia y las islas británicas para su transmisión en HIDIVE.